# Liga de Diamante 2021
La Liga de Diamante 2021o 2021 Diamond League, también conocida como la 2021 Wanda Diamond League'' por razones de patrocinio, fue la duodécima temporada de la serie anual de competiciones de atletismo al aire libre, organizadas por World Athletics. La temporada 2021 aumento a 32 las Disciplinas Diamante de las 24 originalmente planeadas para la Liga de Diamante 2020. La final utilizó un nuevo formato que se celebró durante dos días, el 8 y el 9 de septiembre, en una única competición final, la Weltklasse Zürich, prevista para 2020, pero cancelada debido a la pandemia de COVID-19.

## Programa
Se programaron catorce encuentros para la temporada 2021. Dos de ellos no se celebraron: la Diamond League Shanghai (14 de agosto) y la que sería la nueva Diamond League Shenzhen (22 de agosto), ambas canceladas debido a las restricciones relacionadas con la pandemia de COVID-19.
| Leg | Fecha             | Encuentro                                                     | Estadio                            | Ciudad    | País           | Acontecimientos (H+M) |
| --- | ----------------- | ------------------------------------------------------------- | ---------------------------------- | --------- | -------------- | --------------------- |
| 1   | 23 de mayo        | Gran Premio de Müller Gateshead                               | Estadio Internacional de Gateshead | Gateshead | Reino Unido    | 7 + 7 = 14            |
| 2   | 28 de mayo        | Liga Diamante de Doha                                         | Estadio Suheim bin Hamad           | Doha      | Catar          | 7 + 7 = 14            |
| 3   | 10 de junio       | Golden Gala - Pietro Mennea                                   | Estadio Luigi Ridolfi              | Florencia | Italia         | 7 + 7 = 14            |
| 4   | 1 de julio        | Bislett Games                                                 | Estadio Bislett                    | Oslo      | Noruega        | 7 + 6 = 13            |
| 5   | 4 de julio        | BAUHAUS-galan                                                 | Estadio Olímpico de Estocolmo      | Estocolmo | Suecia         | 7 + 7 = 14            |
| 6   | 9 de julio        | Herculis                                                      | Estadio Luis II                    | Mónaco    | Mónaco         | 7 + 7 = 14            |
| 7   | 13 de julio       | Gran Premio de Gran Bretaña de Müller (London Athletics Meet) | Estadio internacional de Gateshead | Gateshead | Reino Unido    | 7 + 7 = 14            |
| 9   | 21 de agosto      | Prefontaine Classic                                           | Hayward Field                      | Eugene    | Estados Unidos | 7 + 7 = 14            |
| 11  | 26 de agosto      | Athletissima                                                  | Stade Olympique de la Pontaise     | Lausana   | Suiza          | 7 + 7 = 14            |
| 12  | 28 de agosto      | Meeting de Paris                                              | Estadio Charléty                   | París     | Francia        | 7 + 7 = 14            |
| 13  | 3 de septiembre   | Allianz Memorial Van Damme                                    | Estadio Rey Balduino               | Bruselas  | Bélgica        | 7 + 7 = 14            |
| 14  | 8-9 de septiembre | Weltklasse Zürich                                             | Letzigrund                         | Zürich    | Suiza          | 16 + 16 = 32          |

Los "Bislett Games" en Oslo estaban programados originalmente para ser el cuarto encuentro el 10 de junio, sin embargo, el 10 de abril se retrasó hasta una fecha indeterminada (más tarde programada para el 1 de julio). El 16 de abril se canceló el primer encuentro del calendario en Rabat, y se reintrodujo el Gran Premio de Gran Bretaña en Gateshead para ocupar su lugar en la misma fecha. Además, la Golden Gala se trasladó de Roma a Florencia, retrasándose hasta el 10 de junio. El 7 de mayo, UK Athletics anunció que los Juegos Aniversario se trasladarán del Estadio de Londres debido a los costos prohibitivos de reutilizar el estadio solo para el encuentro. El 27 de mayo, se confirmó que los Juegos del Aniversario se trasladarían a Gateshead y cambiarían su nombre a Gran Premio de Gran Bretaña de Müller. El 27 de mayo se confirmó que los Juegos del Aniversario se trasladarían a Gateshead y pasarían a llamarse «Müller British Grand Prix».

## Resultados

### Hombres

#### Pista
| #  | Encuentro   | 100 m                                 | 200 m                                 | 400 m                                 | 800 m                                  | 1500 m                               | 5000 m                                        | 110 m h                            | 400 m vallas                        | 3000 m obst.                            |
| 1  | Gateshead 1 | -                                     | Kenny Bednarek (Estados Unidos) 20.33 | -                                     | -                                      | Jakob Ingebrigtsen (Noruega) 3:36.27 | Mohamed Katir (España) 13:08.52               | -                                  | -                                   | Hillary Bor (Estados Unidos) 8:30.20    |
| 2  | Doha        | -                                     | Kenny Bednarek (Estados Unidos) 19.88 | Michael Norman (Estados Unidos) 44.27 | Wyclife Kinyamal (Kenia) 1:43.91       | Timothy Cheruiyot (Kenia) 3:30.48    | -                                             | -                                  | Rai Benjamin (Estados Unidos) 47.38 | -                                       |
| 3  | Florencia   | Akani Simbine (Sudáfrica) 10.08       | -                                     | Anthony Zambrano (Colombia) 44.76     | -                                      | -                                    | Jakob Ingebrigtsen (Noruega) 12:48.45         | Omar McLeod (Jamaica) 13.01 =      | -                                   | Soufiane El Bakkali (Marruecos) 8:08.54 |
| 4  | Oslo        | -                                     | Andre De Grasse (Canadá) 20.09        | -                                     | -                                      | -                                    | Yomif Kejelcha (Etiopía) 7:26.25 (3000 m)     | -                                  | Karsten Warholm (Noruega) 46.70     | -                                       |
| 5  | Estocolmo   | Ronnie Baker (Estados Unidos) 10.03   | -                                     | Kirani James (Granada) 44.63          | Ferguson Rotich (Kenia) 1:43.84        | Timothy Cheruiyot (Kenia) 3:32.30    | -                                             | -                                  | Alison dos Santos (Brasil) 47.34    | -                                       |
| 6  | Mónaco      | Ronnie Baker (Estados Unidos) 9.91    | -                                     | -                                     | Nijel Amos (Botsuana) 1:42.91          | Timothy Cheruiyot (Kenia) 3:28.28    | -                                             | -                                  | Karsten Warholm (Noruega) 47.08     | Lamecha Girma (Etiopía) 8:07.75         |
| 7  | Gateshead 2 | Trayvon Bromell (Estados Unidos) 9.98 | -                                     | -                                     | Isaiah Harris (Estados Unidos) 1:44.76 | -                                    | Mohamed Katir (España) 7:27.64 (3000 m)       | Ronald Levy (Jamaica) 13.22        | -                                   | -                                       |
| 8  | Eugene      | Andre De Grasse (Canadá) 9.74         | Noah Lyles (Estados Unidos) 19.52     | -                                     | Marco Arop (Canadá) 1:44.51            | -                                    | -                                             | -                                  | -                                   | -                                       |
| 9  | Lausana     | -                                     | Kenny Bednarek (Estados Unidos) 19.65 | -                                     | Marco Arop (Canadá) 1:44.50            | -                                    | Jakob Ingebrigtsen (Noruega) 7:33.06 (3000 m) | Devon Allen (Estados Unidos) 13.07 | -                                   | -                                       |
| 10 | París       | -                                     | Fred Kerley (Estados Unidos) 19.79    | -                                     | Wyclife Kinyamal (Kenia) 1:43.94       | -                                    | -                                             | Hansle Parchment (Jamaica) 13.03   | -                                   | Benjamin Kigen (Kenia) 8:07.12          |
| 11 | Bruselas    | Fred Kerley (Estados Unidos) 9.94     | -                                     | Michael Cherry (Estados Unidos) 44.03 | -                                      | Stewart McSweyn (Australia) 3:33.20  | -                                             | -                                  | Alison dos Santos (Brasil) 48.23    | -                                       |
| 12 | Zürich      | Fred Kerley (Estados Unidos) 9.87     | Kenny Bednarek (Estados Unidos) 19.70 | Michael Cherry (Estados Unidos) 44.41 | Emmanuel Korir (Kenia) 1:44.56         | Timothy Cheruiyot (Kenia) 3:31.37    | Berihu Aregawi (Etiopía) 12:58.65             | Devon Allen (Estados Unidos) 13.06 | Karsten Warholm (Noruega) 47.35     | Benjamin Kigen (Kenia) 8:17.45          |

#### Campo
| #  | Encuentro   | Salto de longitud                        | Triple salto                                | Salto de altura                                          | Salto con pértiga                          | Lanz. bala                            | Lanz. disco                   | Lanz. jabalina                     |
| 1  | Gateshead 1 | Filippo Randazzo (Italia) 8.11 m         | -                                           | -                                                        | Sam Kendricks (Estados Unidos) 5.74 m      | -                                     | -                             | Marcin Krukowski (Polonia) 81.18 m |
| 2  | Doha        | -                                        | -                                           | Ilya Ivanyuk (Atletas Individuales Neutrales) 2.33 m     | -                                          | Tom Walsh (Nueva Zelanda) 21.63 m     | -                             | -                                  |
| 3  | Florencia   | -                                        | -                                           | Ilya Ivanyuk (Atletas Individuales Neutrales) 2.33 m     | -                                          | Tom Walsh (Nueva Zelanda) 21.47 m     | -                             | -                                  |
| 4  | Oslo        | -                                        | Yasser Triki (Argelia) 17.24 m              | -                                                        | Armand Duplantis (Suecia) 6.01 m           | -                                     | Daniel Ståhl (Suecia) 68.65 m | -                                  |
| 5  | Estocolmo   | Tajay Gayle (Jamaica) 8.55 m             | -                                           | -                                                        | Armand Duplantis (Suecia) 6.02 m           | -                                     | Daniel Ståhl (Suecia) 68.64 m | -                                  |
| 6  | Mónaco      | Miltiadis Tentoglou (Grecia) 8.24 m      | -                                           | Mikhail Akimenko (Atletas Individuales Neutrales) 2.32 m | -                                          | -                                     | -                             | -                                  |
| 7  | Gateshead 2 | -                                        | Pedro Pichardo (Portugal) 17.50 m           | Donald Thomas (Bahamas) 2.25 m                           | -                                          | -                                     | -                             | Johannes Vetter (Alemania) 85.25 m |
| 8  | Eugene      | -                                        | Pedro Pichardo (Portugal) 17.63 m           | -                                                        | -                                          | Ryan Crouser (Estados Unidos) 23.15 m | -                             | -                                  |
| 9  | Lausana     | -                                        | -                                           | -                                                        | Christopher Nilsen (Estados Unidos) 5.82 m | Ryan Crouser (Estados Unidos) 22.81 m | -                             | Johannes Vetter (Alemania) 88.54 m |
| 10 | París       | -                                        | Hugues Fabrice Zango (Burkina Faso) 16.97 m | -                                                        | Armand Duplantis (Suecia) 6.01 m           | -                                     | -                             | Anderson Peters (Granada) 85.98 m  |
| 11 | Bruselas    | Steffin McCarter (Estados Unidos) 7.99 m | -                                           | -                                                        | Armand Duplantis (Suecia) 6.05 m           | -                                     | Daniel Ståhl (Suecia) 69.31 m | -                                  |
| 12 | Zürich      | Thobias Montler (Suecia) 8.17 m          | Pedro Pichardo (Portugal) 17.70 m           | Gianmarco Tamberi (Italia) 2.34 m                        | Armand Duplantis (Suecia) 6.06 m           | Ryan Crouser (Estados Unidos) 22.67 m | Daniel Ståhl (Suecia) 66.49 m | Johannes Vetter (Alemania) 89.11 m |

### Mujeres

#### Pista
| #  | Encuentro   | 100 m                                      | 200 m                                 | 400 m                                          | 800 m                                  | 1500 m                              | 5000 m                                        | 100 m vallas                              | 400 m vallas                            | 3000 m obst.                 |
| 1  | Gateshead 1 | Dina Asher-Smith (Reino Unido) 11.35       | -                                     | Kendall Ellis (Estados Unidos) 51.86           | -                                      | Laura Muir (Reino Unido) 4:03.73    | -                                             | Cindy Sember (Reino Unido) 13.28          | -                                       | -                            |
| 2  | Doha        | Shelly-Ann Fraser-Pryce (Jamaica) 10.84    | -                                     | -                                              | Faith Kipyegon (Kenia) 1:58.26         | -                                   | Beatrice Chebet (Kenia) 8:27.49 (3000 m)      | -                                         | -                                       | Norah Jeruto (Kenia) 9:00.67 |
| 3  | Florencia   | -                                          | Dina Asher-Smith (Reino Unido) 22.06  | -                                              | -                                      | Sifan Hassan (Países Bajos) 3:53.63 | -                                             | Jasmine Camacho-Quinn (Puerto Rico) 12.38 | Femke Bol (Países Bajos) 53.44          | -                            |
| 4  | Oslo        | Marie-Josée Ta Lou (Costa de Marfil) 10.91 | -                                     | -                                              | Kate Grace (Estados Unidos) 1:57.60    | -                                   | Hellen Obiri (Kenia) 14:26.38                 | -                                         | Femke Bol (Países Bajos) 53.33          | -                            |
| 5  | Estocolmo   | -                                          | Shericka Jackson (Jamaica) 22.10      | -                                              | Rose Mary Almanza (Cuba) 1:56.28       | -                                   | -                                             | -                                         | Femke Bol (Países Bajos) 52.37          | Hyvin Kiyeng (Kenia) 9:04.34 |
| 6  | Mónaco      | -                                          | Shaunae Miller-Uibo (Bahamas) 22.23   | -                                              | Laura Muir (Reino Unido) 1:56.73       | Faith Kipyegon (Kenia) 3:51.07      | -                                             | -                                         | -                                       | Hyvin Kiyeng (Kenia) 9:03.82 |
| 7  | Gateshead 2 | -                                          | Elaine Thompson-Herah (Jamaica) 22.43 | Stephanie Ann McPherson (Jamaica) 50.44        | -                                      | -                                   | -                                             | Cindy Sember (Reino Unido) 12.69          | Femke Bol (Países Bajos) 53.24          | -                            |
| 8  | Eugene      | Elaine Thompson-Herah (Jamaica) 10.54      | Mujinga Kambundji (Suiza) 22.06       | -                                              | Athing Mu (Estados Unidos) 1:55.04     | Faith Kipyegon (Kenia) 3:53.23      | -                                             | -                                         | Dalilah Muhammad (Estados Unidos) 52.77 | Norah Jeruto (Kenia) 8:53.65 |
| 9  | Lausana     | Shelly-Ann Fraser-Pryce (Jamaica) 10.60    | -                                     | Marileidy Paulino (República Dominicana) 50.40 | -                                      | Freweyni Hailu (Etiopía) 4:02.24    | -                                             | -                                         | Femke Bol (Países Bajos) 53.05          | -                            |
| 10 | París       | Elaine Thompson-Herah (Jamaica) 10.72      | -                                     | Marileidy Paulino (República Dominicana) 50.12 | -                                      | -                                   | Francine Niyonsaba (Burundi) 8:19.08 (3000 m) | Danielle Williams (Jamaica) 12.50         | Gianna Woodruff (Panamá) 54.44          | -                            |
| 11 | Bruselas    | -                                          | Christine Mboma (Namibia) 21.84       | -                                              | Natoya Goule (Jamaica) 1:58.09         | -                                   | Francine Niyonsaba (Burundi) 14:25.34         | Nadine Visser (Países Bajos) 12.69        | -                                       | -                            |
| 12 | Zürich      | Elaine Thompson-Herah (Jamaica) 10.65      | Christine Mboma (Namibia) 21.78       | Quanera Hayes (Estados Unidos) 49.88           | Keely Hodgkinson (Reino Unido) 1:57.98 | Faith Kipyegon (Kenia) 3:58.33      | Francine Niyonsaba (Burundi) 14:28.98         | Tobi Amusan (Nigeria) 12.42               | Femke Bol (Países Bajos) 52.80          | Norah Jeruto (Kenia) 9:07.33 |

#### Campo
| #  | Encuentro   | Salto de longitud                      | Triple salto                        | Salto de altura                                           | Salto con pértiga                                          | Lanz. bala                             | Lanz. disco                             | Lanz. jabalina                              |
| 1  | Gateshead 1 | -                                      | Shanieka Ricketts (Jamaica) 14.29 m | Kamila Lićwinko (Polonia) 1.91 m                          | -                                                          | Auriol Dongmo (Portugal) 18.16 m       | -                                       | -                                           |
| 2  | Doha        | -                                      | Yulimar Rojas (Venezuela) 15.11 m   | -                                                         | Katie Nageotte (Estados Unidos) 4.84 m                     | -                                      | Yaime Pérez (Cuba) 61.35 m              | -                                           |
| 3  | Florencia   | Ivana Španović (Serbia) 6.74 m         | -                                   | -                                                         | Anzhelika Sidorova (Atletas Individuales Neutrales) 4.91 m | -                                      | Sandra Perković (Croacia) 66.90 m       | -                                           |
| 4  | Oslo        | Malaika Mihambo (Alemania) 6.86 m      | -                                   | -                                                         | -                                                          | -                                      | -                                       | Christin Hussong (Alemania) 62.62 m         |
| 5  | Estocolmo   | Ivana Španović (Serbia) 6.88 m         | -                                   | Yaroslava Mahuchikh (Ucrania) 2.03 m                      | -                                                          | Valerie Adams (Nueva Zelanda) 19.26 m  | -                                       | -                                           |
| 6  | Mónaco      | -                                      | Shanieka Ricketts (Jamaica) 14.75 m | -                                                         | Katie Nageotte (Estados Unidos) 4.90 m                     | -                                      | -                                       | Barbora Špotáková (República Checa) 63.08 m |
| 7  | Gateshead 2 | Maryna Bekh-Romanchuk (Ucrania) 6.77 m | -                                   | -                                                         | Sandi Morris (Estados Unidos) 4.76 m                       | -                                      | -                                       | -                                           |
| 8  | Eugene      | -                                      | -                                   | Iryna Gerashchenko (Ucrania) 1.98 m                       | Katie Nageotte (Estados Unidos) 4.82 m                     | -                                      | -                                       | -                                           |
| 9  | Lausana     | Ivana Španović (Serbia) 6.85 m         | Yulimar Rojas (Venezuela) 15.56 m   | Mariya Lasitskene (Atletas Individuales Neutrales) 1.98 m | -                                                          | -                                      | -                                       | -                                           |
| 10 | París       | -                                      | -                                   | Nicola McDermott (Australia) 1.98 m                       | -                                                          | -                                      | Sandra Perković (Croacia) 66.08 m       | -                                           |
| 11 | Bruselas    | -                                      | -                                   | Yaroslava Mahuchikh (Ucrania) 2.02 m                      | -                                                          | -                                      | Yaime Pérez (Cuba) 66.47 m              | -                                           |
| 12 | Zürich      | Ivana Španović (Serbia) 6.96 m         | Yulimar Rojas (Venezuela) 15.48 m   | Mariya Lasitskene (Atletas Individuales Neutrales) 2.05 m | Anzhelika Sidorova (Atletas Individuales Neutrales) 5.01 m | Magdalyn Ewen (Estados Unidos) 19.41 m | Valarie Allman (Estados Unidos) 69.20 m | Christin Hussong (Alemania) 65.26 m         |

## Final

### Hombres
| 100 m Hombres                        | 100 m Hombres | 100 m Hombres            | 100 m Hombres             | 100 m Hombres | 100 m Hombres      | 100 m Hombres                                                           | 100 m Hombres |
| Pos.                                 | Carril/Orden  | Nombre                   | País                      | Resultado     | Tiempo de reacción | Notas                                                                   |               |
| ------------------------------------ | ------------- | ------------------------ | ------------------------- | ------------- | ------------------ | ----------------------------------------------------------------------- | ------------- |
| Medalla de oro                       | 5             | Fred Kerley              | Estados Unidos            | 9.87          | 0.134              |                                                                         |               |
| Medalla de plata                     | 6             | Andre De Grasse          | Canadá                    | 9.89          | 0.110              | =                                                                       |               |
| Medalla de bronce                    | 4             | Ronnie Baker             | Estados Unidos            | 9.91          | 0.134              |                                                                         |               |
| 4                                    | 7             | Trayvon Bromell          | Estados Unidos            | 9.96          | 0.127              |                                                                         |               |
| 5                                    | 8             | Akani Simbine            | Sudáfrica                 | 10.10         | 0.113              |                                                                         |               |
| 6                                    | 2             | Rohan Browning           | Australia                 | 10.18         | 0.127              |                                                                         |               |
| 7                                    | 3             | Michael Rodgers          | Estados Unidos            | 10.23         | 0.152              |                                                                         |               |
| 8                                    | 9             | Silvan Wicki             | Suiza                     | 10.25         | 0.127              |                                                                         |               |
| 9                                    | 1             | Yupun Abeykoon           | Sri Lanka                 | 10.25         | 0.120              |                                                                         |               |
| 200 m Hombres                        |               |                          |                           |               |                    |                                                                         |               |
| Medalla de oro                       | 7             | Kenneth Bednarek         | Estados Unidos            | 19.70         | 0.165              |                                                                         |               |
| Medalla de plata                     | 6             | Andre De Grasse          | Canadá                    | 19.70         | 0.160              |                                                                         |               |
| Medalla de bronce                    | 5             | Fred Kerley              | Estados Unidos            | 19.83         | 0.137              |                                                                         |               |
| 4                                    | 8             | Aaron Brown              | Canadá                    | 20.13         | 0.147              |                                                                         |               |
| 5                                    | 4             | Josephus Lyles           | Estados Unidos            | 20.13         | 0.182              |                                                                         |               |
| 6                                    | 3             | Isaac Makwala            | Botsuana                  | 20.31         | 0.167              |                                                                         |               |
| 7                                    | 2             | Vernon Norwood           | Estados Unidos            | 20.46         | 0.150              |                                                                         |               |
| 8                                    | 1             | William Reais            | Suiza                     | 20.49         | 0.157              |                                                                         |               |
| 400 m Hombres                        |               |                          |                           |               |                    |                                                                         |               |
| Medalla de oro                       | 4             | Michael Cherry           | Estados Unidos            | 44.41         | 0.179              |                                                                         |               |
| Medalla de plata                     | 5             | Kirani James             | Granada                   | 44.42         | 0.154              |                                                                         |               |
| Medalla de bronce                    | 6             | Deon Lendore             | Trinidad y Tobago         | 44.81         | 0.187              |                                                                         |               |
| 4                                    | 8             | Vernon Norwood           | Estados Unidos            | 44.84         | 0.166              |                                                                         |               |
| 5                                    | 3             | Liemarvin Bonevacia      | Países Bajos              | 45.35         | 0.156              |                                                                         |               |
| 6                                    | 7             | Isaac Makwala            | Botsuana                  | 45.41         | 0.198              |                                                                         |               |
| 7                                    | 2             | Ricky Petrucciani        | Suiza                     | 46.38         | 0.165              |                                                                         |               |
| 8                                    | 1             | Davide Re                | Italia                    | 46.64         | 0.146              |                                                                         |               |
| 110 m obstáculos Hombres             |               |                          |                           |               |                    |                                                                         |               |
| Medalla de oro                       | 4             | Devon Allen              | Estados Unidos            | 13.06         | 0.115              | Season Best                                                             |               |
| Medalla de plata                     | 7             | Ronald Levy              | Jamaica                   | 13.06         | 0.128              | Season Best                                                             |               |
| Medalla de bronce                    | 5             | Hansle Parchment         | Jamaica                   | 13.17         | 0.132              |                                                                         |               |
| 4                                    | 3             | Daniel Roberts           | Estados Unidos            | 13.31         | 0.173              |                                                                         |               |
| 5                                    | 2             | Paolo Dal Molin          | Italia                    | 13.43         | 0.135              |                                                                         |               |
| 6                                    | 8             | Finley Gaio              | Suiza                     | 13.72         | 0.135              |                                                                         |               |
| 7                                    | 1             | Koen Smet                | Países Bajos              | 13.77         | 0.132              |                                                                         |               |
|                                      | 6             | Jason Joseph             | Suiza                     | DQ            | False Start        |                                                                         |               |
| 400 m obstáculos Hombres             |               |                          |                           |               |                    |                                                                         |               |
| Medalla de oro                       | 7             | Karsten Warholm          | Noruega                   | 47.35         | 0.150              |                                                                         |               |
| Medalla de plata                     | 6             | Alison dos Santos        | Brasil                    | 47.81         | 0.181              |                                                                         |               |
| Medalla de bronce                    | 5             | Kyron McMaster           | Islas Vírgenes Británicas | 48.24         | 0.160              |                                                                         |               |
| 4                                    | 3             | Rasmus Mägi              | Estonia                   | 48.84         | 0.158              |                                                                         |               |
| 5                                    | 8             | Constantin Preis         | Alemania                  | 49.08         | 0.259              |                                                                         |               |
| 6                                    | 2             | Ramsey Angela            | Países Bajos              | 49.39         | 0.167              |                                                                         |               |
| 7                                    | 1             | Chris McAlister          | Reino Unido               | 49.73         | 0.168              |                                                                         |               |
|                                      | 4             | Yasmani Copello          | Turquía                   | DQ            | False Start        |                                                                         |               |
| 800 m Hombres                        |               |                          |                           |               |                    |                                                                         |               |
| Medalla de oro                       | 7             | Emmanuel Korir           | Kenia                     | 1:44.56       |                    |                                                                         |               |
| Medalla de plata                     | 6             | Ferguson Rotich          | Kenia                     | 1:44.96       |                    |                                                                         |               |
| Medalla de bronce                    | 3             | Clayton Murphy           | Estados Unidos            | 1:45.21       |                    |                                                                         |               |
| 4                                    | 5             | Marco Arop               | Canadá                    | 1:45.23       |                    |                                                                         |               |
| 5                                    | 4             | Elliot Giles             | Reino Unido               | 1:45.25       |                    |                                                                         |               |
| 6                                    | 1             | Isaiah Harris            | Estados Unidos            | 1:45.70       |                    |                                                                         |               |
| 7                                    | 8-1           | Amel Tuka                | Bosnia y Herzegovina      | 1:46.19       |                    |                                                                         |               |
| 8                                    | 2             | Wyclife Kinyamal         | Kenia                     | 1:46.52       |                    |                                                                         |               |
|                                      | 8-2           | Patryk Sieradzki         | Polonia                   | DNF           |                    | Liebre                                                                  |               |
| 1500 m Hombres                       |               |                          |                           |               |                    |                                                                         |               |
| Medalla de oro                       | 8             | Timothy Cheruiyot        | Kenia                     | 3:31.37       |                    |                                                                         |               |
| Medalla de plata                     | 9             | Jakob Ingebrigtsen       | Noruega                   | 3:31.45       |                    |                                                                         |               |
| Medalla de bronce                    | 7             | Stewart McSweyn          | Australia                 | 3:32.14       |                    |                                                                         |               |
| 4                                    | 5             | Oliver Hoare             | Australia                 | 3:32.66       |                    | Personal Best                                                           |               |
| 5                                    | 6             | Mohamed Katir            | España                    | 3:32.77       |                    |                                                                         |               |
| 6                                    | 2             | Ronald Kwemoi            | Kenia                     | 3:33.34       |                    | Personal Best                                                           |               |
| 7                                    | 4             | Charles Cheboi Simotwo   | Kenia                     | 3:34.24       |                    |                                                                         |               |
| 8                                    | 3             | Ignacio Fontes           | España                    | 3:34.45       |                    |                                                                         |               |
| 9                                    | 1             | Birgin Bethwell          | Kenia                     | 3:46.01       |                    |                                                                         |               |
|                                      | 10            | Erik Sowinski            | Estados Unidos            | DNF           |                    | Liebre                                                                  |               |
| 3000 m carrera de obstáculos Hombres |               |                          |                           |               |                    |                                                                         |               |
| Medalla de oro                       | 8             | Benjamin Kigen           | Kenia                     | 8:17.45       |                    |                                                                         |               |
| Medalla de plata                     | 9             | Soufiane El Bakkali      | Marruecos                 | 8:17.70       |                    |                                                                         |               |
| Medalla de bronce                    | 6             | Abraham Kibiwot          | Kenia                     | 8:18.16       |                    |                                                                         |               |
| 4                                    | 3             | Leonar Bett              | Kenia                     | 8:20.20       |                    |                                                                         |               |
| 5                                    | 7             | Getnet Wale              | Etiopía                   | 8:21.11       |                    |                                                                         |               |
| 6                                    | 5             | Tadese Takele            | Etiopía                   | 8:21.68       |                    |                                                                         |               |
| 7                                    | 2             | Hillary Bor              | Estados Unidos            | 8:24.81       |                    |                                                                         |               |
| 8                                    | 4             | Ahmed Abelwahled         | Italia                    | 8:25.06       |                    |                                                                         |               |
| 9                                    | 1             | Mohamed Tindouft         | Marruecos                 | 8:25.33       |                    |                                                                         |               |
|                                      | 10            | Wilberforce C. Kones     | Kenia                     | DNF           |                    | Liebre                                                                  |               |
| 5000 m Hombres                       |               |                          |                           |               |                    |                                                                         |               |
| Medalla de oro                       | 9             | Berihu Aregawi           | Etiopía                   | 12:58.65      |                    |                                                                         |               |
| Medalla de plata                     | 5             | Birhanu Balew            | Baréin                    | 13:01.27      |                    |                                                                         |               |
| Medalla de bronce                    | 2             | Jacob Krop               | Kenia                     | 13:01.81      |                    |                                                                         |               |
| 4                                    | 1             | Nicholas Kipkorir Kimeli | Kenia                     | 13:02.43      |                    |                                                                         |               |
| 5                                    | 7             | Yomif Kejelcha           | Etiopía                   | 13:04.29      |                    |                                                                         |               |
| 6                                    | 8             | Michael Kibet            | Kenia                     | 13:15.36      |                    |                                                                         |               |
| 7                                    | 11            | Jonas Raess              | Suiza                     | 13:43.47      |                    |                                                                         |               |
| 8                                    | 6             | Andrew Butchart          | Reino Unido               | 14:03.13      |                    |                                                                         |               |
|                                      | 3             | Birgen Bethwell          | Kenia                     | DNF           |                    | Liebre                                                                  |               |
|                                      | 10            | Jerry Motsau             | Sudáfrica                 | DNF           |                    |                                                                         |               |
|                                      | 4             | Matthew Ramsden          | Australia                 | DNF           |                    | Liebre                                                                  |               |
| Salto con pértiga Hombres            |               |                          |                           |               |                    |                                                                         |               |
| Medalla de oro                       | 6             | Armand Duplantis         | Suecia                    | 6.06          |                    | Récord de los Juegos Mundiales Militares o meet record (meeting record) |               |
| Medalla de plata                     | 4             | Sam Kendricks            | Estados Unidos            | 5.93          |                    | Season Best                                                             |               |
| Medalla de bronce                    | 1             | Timur Morgunov           | Neutral                   | 5.93          |                    | Season Best                                                             |               |
| 4                                    | 3             | Ernest John Obiena       | Filipinas                 | 5.83          |                    |                                                                         |               |
| 5                                    | 5             | Christopher Nilsen       | Estados Unidos            | 5.83          |                    |                                                                         |               |
| 6                                    | 2             | KC Lightfoot             | Estados Unidos            | 5.83          |                    |                                                                         |               |
| Salto de altura Hombres              |               |                          |                           |               |                    |                                                                         |               |
| Medalla de oro                       | 6             | Gianmarco Tamberi        | Italia                    | 2.34          |                    |                                                                         |               |
| Medalla de plata                     | 3             | Andriy Protsenko         | Ucrania                   | 2.30          |                    | =                                                                       |               |
| Medalla de bronce                    | 4             | Ilya Ivanyuk             | Neutral                   | 2.30          |                    |                                                                         |               |
| 4                                    | 5             | Maksim Nedasekau         | Bielorrusia               | 2.27          |                    |                                                                         |               |
| 5                                    | 2             | Django Lovett            | Canadá                    | 2.27          |                    |                                                                         |               |
| 6                                    | 1             | Donald Thomas            | Bahamas                   | 2.24          |                    |                                                                         |               |
| Salto de longitud Hombres            |               |                          |                           |               |                    |                                                                         |               |
| Medalla de oro                       | 5             | Thobias Montler          | Suecia                    | 8.17          |                    |                                                                         |               |
| Medalla de plata                     | 3             | Steffin McCarter         | Estados Unidos            | 8.14          |                    |                                                                         |               |
| Medalla de bronce                    | 6             | Ruswahl Samaai           | Sudáfrica                 | 7.99          |                    |                                                                         |               |
| 4                                    | 2             | Simon Ehammer            | Suiza                     | 7.94          |                    |                                                                         |               |
| 5                                    | 4             | Benjamin Gföhler         | Suiza                     | 7.90          |                    |                                                                         |               |
| 6                                    | 1             | Radek Juška              | República Checa           | 7.87          |                    |                                                                         |               |
| 7                                    | 7             | Filippo Randazzo         | Italia                    | 7.87          |                    |                                                                         |               |
| Salto triple Hombres                 |               |                          |                           |               |                    |                                                                         |               |
| Medalla de oro                       | 6             | Pedro Pichardo           | Portugal                  | 17.70         |                    |                                                                         |               |
| Medalla de plata                     | 5             | Hugues Fabrice Zango     | Burkina Faso              | 17.20         |                    |                                                                         |               |
| Medalla de bronce                    | 4             | Yasser Triki             | Argelia                   | 17.03         |                    |                                                                         |               |
| 4                                    | 1             | Tobia Bocchi             | Italia                    | 16.71         |                    |                                                                         |               |
| 5                                    | 2             | Tiago Pereira            | Portugal                  | 16.61         |                    |                                                                         |               |
| 6                                    | 3             | Donald Scott             | Estados Unidos            | 16.22         |                    |                                                                         |               |
| Lanzamiento de peso Hombres          |               |                          |                           |               |                    |                                                                         |               |
| Medalla de oro                       | 6             | Ryan Crouser             | Estados Unidos            | 22.67         |                    | Récord de los Juegos Mundiales Militares o meet record (meeting record) |               |
| Medalla de plata                     | 5             | Joe Kovacs               | Estados Unidos            | 22.29         |                    |                                                                         |               |
| Medalla de bronce                    | 2             | Armin Sinancevic         | Serbia                    | 21.86         |                    |                                                                         |               |
| 4                                    | 4             | Tomas Walsh              | Nueva Zelanda             | 21.61         |                    |                                                                         |               |
| 5                                    | 1             | Filip Mihaljevic         | Croacia                   | 21.59         |                    |                                                                         |               |
| 6                                    | 2             | Zane Weir                | Italia                    | 20.85         |                    |                                                                         |               |
| Lanzamiento de disco Hombres         |               |                          |                           |               |                    |                                                                         |               |
| Medalla de oro                       | 6             | Daniel Ståhl             | Suecia                    | 66.49         |                    |                                                                         |               |
| Medalla de plata                     | 3             | Kristjan Ceh             | Eslovenia                 | 65.39         |                    |                                                                         |               |
| Medalla de bronce                    | 1             | Fedrick Dacres           | Jamaica                   | 65.33         |                    |                                                                         |               |
| 4                                    | 2             | Andrius Gudžius          | Lituania                  | 64.04         |                    |                                                                         |               |
| 5                                    | 5             | Simon Pettersson         | Suecia                    | 63.68         |                    |                                                                         |               |
| 6                                    | 4             | Lukas Weißhaidinger      | Austria                   | 63.20         |                    |                                                                         |               |
| Lanzamiento de jabalina Hombres      |               |                          |                           |               |                    |                                                                         |               |
| Medalla de oro                       | 6             | Johannes Vetter          | Alemania                  | 89.11         |                    |                                                                         |               |
| Medalla de plata                     | 4             | Julian Weber             | Alemania                  | 87.03         |                    | Season Best                                                             |               |
| Medalla de bronce                    | 7             | Jakub Vadlejch           | República Checa           | 85.22         |                    |                                                                         |               |
| 4                                    | 3             | Andrian Mardare          | Moldavia                  | 84.98         |                    |                                                                         |               |
| 5                                    | 5             | Anderson Peters          | Granada                   | 81.65         |                    |                                                                         |               |
| 6                                    | 1             | Simon Wieland            | Suiza                     | 78.11         |                    | Season Best                                                             |               |
| 7                                    | 2             | Gatis Cakšs              | Letonia                   | 68.67         |                    |                                                                         |               |

### Mujeres
| 100 m Mujeres                        | 100 m Mujeres | 100 m Mujeres              | 100 m Mujeres        | 100 m Mujeres | 100 m Mujeres      | 100 m Mujeres                                                                          | 100 m Mujeres |
| Pos.                                 | Carril/Orden  | Nombre                     | País                 | Resultado     | Tiempo de reacción | Notas                                                                                  |               |
| ------------------------------------ | ------------- | -------------------------- | -------------------- | ------------- | ------------------ | -------------------------------------------------------------------------------------- | ------------- |
| Medalla de oro                       | 4             | Elaine Thompson-Herah      | Jamaica              | 10.65         | 0.139              | Récord de los Juegos Mundiales Militares o meet record (meeting record)                |               |
| Medalla de plata                     | 3             | Dina Asher-Smith           | Reino Unido          | 10.87         | 0.141              | Season Best                                                                            |               |
| Medalla de bronce                    | 6             | Ajla Del Ponte             | Suiza                | 10.93         | 0.116              |                                                                                        |               |
| 4                                    | 8             | Daryll Neita               | Reino Unido          | 10.93         | 0.117              | Personal Best                                                                          |               |
| 5                                    | 5             | Mujinga Kambundji          | Suiza                | 10.94         | 0.126              | Personal Best                                                                          |               |
| 6                                    | 2             | Javianne Oliver            | Estados Unidos       | 11.02         | 0.134              |                                                                                        |               |
| 7                                    | 1             | Natasha Morrison           | Jamaica              | 11.10         | 0.160              |                                                                                        |               |
| 8                                    | 7             | Marie-Josée Ta Lou         | Costa de Marfil      | 11.22         | 0.157              |                                                                                        |               |
| 200 m Mujeres                        |               |                            |                      |               |                    |                                                                                        |               |
| Medalla de oro                       | 4             | Christine Mboma            | Namibia              | 21.78         | 0.216              | WU20R Arkansas                                                                         |               |
| Medalla de plata                     | 6             | Shericka Jackson           | Jamaica              | 21.81         | 0.175              | Personal Best                                                                          |               |
| Medalla de bronce                    | 7             | Dina Asher-Smith           | Reino Unido          | 22.19         | 0.142              |                                                                                        |               |
| 4                                    | 5             | Mujinga Kambundji          | Suiza                | 22.27         | 0.156              |                                                                                        |               |
| 5                                    | 1             | Daryll Neita               | Reino Unido          | 22.81         | 0.145              | Personal Best                                                                          |               |
| 6                                    | 3             | Beth Dobbin                | Reino Unido          | 22.88         | 0.152              |                                                                                        |               |
| 7                                    | 8             | Dezerea Bryant             | Estados Unidos       | 22.99         | 0.146              |                                                                                        |               |
| 8                                    | 2             | Marije van Hunenstijn      | Países Bajos         | 23.16         | 0.184              |                                                                                        |               |
| 400 m Mujeres                        |               |                            |                      |               |                    |                                                                                        |               |
| Medalla de oro                       | 7             | Quanera Hayes              | Estados Unidos       | 49.88         | 0.188              |                                                                                        |               |
| Medalla de plata                     | 5             | Marileidy Paulino          | República Dominicana | 49.96         | 0.179              |                                                                                        |               |
| Medalla de bronce                    | 6             | Sada Williams              | Barbados             | 50.24         | 0.164              |                                                                                        |               |
| 4                                    | 4             | Stephenie Ann McPherson    | Jamaica              | 50.25         | 0.130              |                                                                                        |               |
| 5                                    | 8             | Candice McLeod             | Jamaica              | 50.96         | 0.152              |                                                                                        |               |
| 6                                    | 3             | Natalia Kaczmarek          | Polonia              | 51.00         | 0.186              |                                                                                        |               |
| 7                                    | 1             | Lieke Klaver               | Países Bajos         | 51.09         | 0.199              |                                                                                        |               |
| 8                                    | 2             | Kaylin Whitney             | Estados Unidos       | 51.19         | 0.198              |                                                                                        |               |
| 100 m obstáculos Mujeres             |               |                            |                      |               |                    |                                                                                        |               |
| Medalla de oro                       | 3             | Tobi Amusan                | Nigeria              | 12.42         | 0.134              | Récord de área · Personal Best                                                         |               |
| Medalla de plata                     | 4             | Nadine Visser              | Países Bajos         | 12.51         | 0.141              | Récord nacional · Personal Best                                                        |               |
| Medalla de bronce                    | 5             | Meghan Tapper              | Jamaica              | 12.55         | 0.151              |                                                                                        |               |
| 4                                    | 7             | Payton Chadwick            | Estados Unidos       | 12.62         | 0.132              | Personal Best                                                                          |               |
| 5                                    | 6             | Cindy Sember               | Reino Unido          | 12.71         | 0.161              |                                                                                        |               |
| 6                                    | 2             | Gabbi Cunningham           | Estados Unidos       | 12.79         | 0.140              |                                                                                        |               |
| 7                                    | 8             | Luca Kozák                 | Hungría              | 12.90         | 0.187              |                                                                                        |               |
| 8                                    | 9             | Ditaji Kambundji           | Suiza                | 13.01         | 0.142              |                                                                                        |               |
| 9                                    | 1             | Tejyrica Robinson          | Estados Unidos       | 13.70         | 0.134              |                                                                                        |               |
| 400 m obstáculos Mujeres             |               |                            |                      |               |                    |                                                                                        |               |
| Medalla de oro                       | 4             | Femke Bol                  | Países Bajos         | 52.80         | 0.172              | Récord de los Juegos Mundiales Militares o meet record (meeting record)                |               |
| Medalla de plata                     | 3             | Shamier Little             | Estados Unidos       | 53.35         | 0.165              |                                                                                        |               |
| Medalla de bronce                    | 5             | Anna Ryzhykova             | Ucrania              | 53.70         | 0.160              |                                                                                        |               |
| 4                                    | 7             | Viktoriya Tkachuk          | Ucrania              | 53.76         | 0.192              | Personal Best                                                                          |               |
| 5                                    | 2             | Gianna Woodruff            | Panamá               | 54.50         | 0.192              |                                                                                        |               |
| 6                                    | 1             | Cara Nenya Hailey          | Estados Unidos       | 55.06         | 0.183              |                                                                                        |               |
| 7                                    | 6             | Janieve Russell            | Jamaica              | 55.74         | 0.145              |                                                                                        |               |
| 8                                    | 8             | Léa Sprunger               | Suiza                | 55.87         | 0.155              |                                                                                        |               |
| 800 m Mujeres                        |               |                            |                      |               |                    |                                                                                        |               |
| Medalla de oro                       | 7             | Keely Hodgkinson           | Reino Unido          | 1:57.98       |                    |                                                                                        |               |
| Medalla de plata                     | 4-1           | Kate Grace                 | Estados Unidos       | 1:58.34       |                    |                                                                                        |               |
| Medalla de bronce                    | 5             | Natoya Goule               | Jamaica              | 1:58.34       |                    |                                                                                        |               |
| 4                                    | 3             | Jemma Reekie               | Reino Unido          | 1:58.61       |                    |                                                                                        |               |
| 5                                    | 6             | Halimah Nakaayi            | Uganda               | 1:58.89       |                    |                                                                                        |               |
| 6                                    | 2             | Habitam Alemu              | Etiopía              | 1:59.48       |                    |                                                                                        |               |
| 7                                    | 1             | Catriona Bisset            | Australia            | 1:59.66       |                    |                                                                                        |               |
| 8                                    | 8-1           | Lore Hoffmann              | Suiza                | 2:00.25       |                    |                                                                                        |               |
| 9                                    | 4-2           | Lovisa Lindh               | Suecia               | 2:00.84       |                    |                                                                                        |               |
|                                      | 8-2           | Noélie Yarigo              | Benín                | DNF           |                    | Liebre                                                                                 |               |
| 1500 m Mujeres                       |               |                            |                      |               |                    |                                                                                        |               |
| Medalla de oro                       | 10            | Faith Kipyegon             | Kenia                | 3:58.33       |                    |                                                                                        |               |
| Medalla de plata                     | 9             | Sifan Hassan               | Países Bajos         | 3:58.55       |                    |                                                                                        |               |
| Medalla de bronce                    | 5             | Josette Norris             | Estados Unidos       | 4:00.41       |                    |                                                                                        |               |
| 4                                    | 6             | Marta Pérez                | España               | 4:01.94       |                    |                                                                                        |               |
| 5                                    | 2             | Helen Schlachtenhaufen     | Estados Unidos       | 4:02.30       |                    |                                                                                        |               |
| 6                                    | 8             | Linden Hall                | Australia            | 4:03.50       |                    |                                                                                        |               |
| 7                                    | 3             | Axumawit Embaye            | Etiopía              | 4:04.18       |                    | Season Best                                                                            |               |
| 8                                    | 7             | Winnie Nanyondo            | Uganda               | 4:04.80       |                    |                                                                                        |               |
| 9                                    | 4             | Katie Snowden              | Reino Unido          | 4:06.46       |                    |                                                                                        |               |
| 10                                   | 1             | Sarah Healy                | Irlanda              | 4:18.60       |                    |                                                                                        |               |
|                                      | 11            | Chanelle Price             | Estados Unidos       | DNF           |                    | Liebre                                                                                 |               |
| 3000 m carrera de obstáculos Mujeres |               |                            |                      |               |                    |                                                                                        |               |
| Medalla de oro                       | 4             | Norah Jeruto               | Kenia                | 9:07.33       |                    |                                                                                        |               |
| Medalla de plata                     | 8             | Hyvin Kiyeng               | Kenia                | 9:08.55       |                    |                                                                                        |               |
| Medalla de bronce                    | 9             | Courtney Frerichs          | Estados Unidos       | 9:08.74       |                    |                                                                                        |               |
| 4                                    | 7             | Mekides Abebe              | Etiopía              | 9:09.59       |                    |                                                                                        |               |
| 5                                    | 2             | Celliphine Chespol         | Kenia                | 9:10.26       |                    |                                                                                        |               |
| 6                                    | 5             | Winfred Yavi               | Baréin               | 9:12.41       |                    |                                                                                        |               |
| 7                                    | 10            | Peruth Chemutai            | Uganda               | 9:20.16       |                    |                                                                                        |               |
| 8                                    | 1             | Rosefline Chepngetich      | Kenia                | 9:21.67       |                    | Season Best                                                                            |               |
| 9                                    | 6             | Gesa Felicitas Krause      | Alemania             | 9:32.69       |                    |                                                                                        |               |
| 10                                   | 3             | Purity Kirui               | Kenia                | 9:38.56       |                    |                                                                                        |               |
|                                      | 11            | Fancy Cherono              | Kenia                | DNF           |                    | Liebre                                                                                 |               |
| 5000 m Mujeres                       |               |                            |                      |               |                    |                                                                                        |               |
| Medalla de oro                       | 2             | Francine Niyonsaba         | Burundi              | 14:28.98      |                    |                                                                                        |               |
| Medalla de plata                     | 3             | Hellen Obiri               | Kenia                | 14:29.68      |                    |                                                                                        |               |
| Medalla de bronce                    | 1             | Ejgayehu Taye              | Etiopía              | 14:30.30      |                    |                                                                                        |               |
| 4                                    | 8             | Margaret Chelimo Kipkemboi | Kenia                | 14:31.18      |                    |                                                                                        |               |
| 5                                    | 11            | Eva Cherono                | Kenia                | 14:36.88      |                    |                                                                                        |               |
| 6                                    | 6             | Fantu Worku                | Etiopía              | 14:43.60      |                    |                                                                                        |               |
| 7                                    | 5             | Lilian Kasait Rengeruk     | Kenia                | 14:50.75      |                    |                                                                                        |               |
| 8                                    | 9             | Karoline Grøvdal           | Noruega              | 14:59.91      |                    |                                                                                        |               |
| 9                                    | 7             | Beatrice Chebet            | Kenia                | 15:11.27      |                    |                                                                                        |               |
| 10                                   | 10            | Elise Cranny               | Estados Unidos       | 15:55.17      |                    |                                                                                        |               |
|                                      | 4             | Kate van Buskirk           | Canadá               | DNF           |                    | Liebre                                                                                 |               |
| Salto con pértiga Mujeres            |               |                            |                      |               |                    |                                                                                        |               |
| Medalla de oro                       | 5             | Anzhelika Sidorova         | Neutral              | 5.01          |                    | DLR                                                                                    |               |
| Medalla de plata                     | 3             | Katerina Stefanidi         | Grecia               | 4.77          |                    |                                                                                        |               |
| Medalla de bronce                    | 1             | Tina Šutej                 | Eslovenia            | 4.67          |                    |                                                                                        |               |
| 4                                    | 4             | Holly Bradshaw             | Reino Unido          | 4.67          |                    |                                                                                        |               |
| 5                                    | 2             | Iryna Zhuk                 | Bielorrusia          | 4.47          |                    |                                                                                        |               |
| 6                                    | 6             | Katie Nageotte             | Estados Unidos       | NM            |                    |                                                                                        |               |
| Salto de altura Mujeres              |               |                            |                      |               |                    |                                                                                        |               |
| Medalla de oro                       | 6             | Mariya Lasitskene          | Neutral              | 2.05          |                    | Récord de los Juegos Mundiales Militares o meet record (meeting record) · World Leader |               |
| Medalla de plata                     | 4             | Yaroslava Mahuchikh        | Ucrania              | 2.03          |                    | =                                                                                      |               |
| Medalla de bronce                    | 5             | Nicola McDermott           | Australia            | 2.01          |                    |                                                                                        |               |
| 4                                    | 3             | Iryna Gerashchenko         | Ucrania              | 1.96          |                    |                                                                                        |               |
| 5                                    | 1             | Kamila Lićwinko            | Polonia              | 1.93          |                    |                                                                                        |               |
| 6                                    | 2             | Eleanor Patterson          | Australia            | 1.87          |                    |                                                                                        |               |
| Salto triple Mujeres                 |               |                            |                      |               |                    |                                                                                        |               |
| Medalla de oro                       | 6             | Yulimar Rojas              | Venezuela            | 15.48         |                    | Récord de los Juegos Mundiales Militares o meet record (meeting record)                |               |
| Medalla de plata                     | 4             | Shanieka Ricketts          | Jamaica              | 14.64         |                    |                                                                                        |               |
| Medalla de bronce                    | 3             | Kimberly Williams          | Jamaica              | 14.47         |                    |                                                                                        |               |
| 4                                    | 5             | Patrícia Mamona            | Portugal             | 14.33         |                    |                                                                                        |               |
| 5                                    | 1             | Thea Lafond                | Dominica             | 14.10         |                    |                                                                                        |               |
| 6                                    | 2             | Hanna Minenko              | Israel               | NM            |                    |                                                                                        |               |
| Salto de longitud Mujeres            |               |                            |                      |               |                    |                                                                                        |               |
| Medalla de oro                       | 5             | Ivana Španovic             | Serbia               | 6.96          |                    |                                                                                        |               |
| Medalla de plata                     | 2             | Khaddi Sagnia              | Suecia               | 6.83          |                    |                                                                                        |               |
| Medalla de bronce                    | 4             | Maryna Bekh-Romanchuk      | Ucrania              | 6.75          |                    |                                                                                        |               |
| 4                                    | 3             | Jazmin Sawyers             | Reino Unido          | 6.74          |                    |                                                                                        |               |
| 5                                    | 6             | Malaika Mihambo            | Alemania             | 6.56          |                    |                                                                                        |               |
| 6                                    | 1             | Natassia Mironchyk-Ivanova | Bielorrusia          | 6.53          |                    |                                                                                        |               |
| Lanzamiento de peso Mujeres          |               |                            |                      |               |                    |                                                                                        |               |
| Medalla de oro                       | 5             | Maggie Ewen                | Estados Unidos       | 19.41         |                    | Season Best                                                                            |               |
| Medalla de plata                     | 6             | Auriol Dongmo              | Portugal             | 18.86         |                    |                                                                                        |               |
| Medalla de bronce                    | 4             | Fanny Roos                 | Suecia               | 18.75         |                    |                                                                                        |               |
| 4                                    | 3             | Chase Ealey                | Estados Unidos       | 18.49         |                    |                                                                                        |               |
| 5                                    | 1             | Danniel Thomas-Dodd        | Jamaica              | 18.38         |                    |                                                                                        |               |
| 6                                    | 2             | Aliona Dubitskaya          | Bielorrusia          | 18.34         |                    |                                                                                        |               |
| Lanzamiento de disco Mujeres         |               |                            |                      |               |                    |                                                                                        |               |
| Medalla de oro                       | 6             | Valarie Allman             | Estados Unidos       | 69.20         |                    |                                                                                        |               |
| Medalla de plata                     | 4             | Sandra Perković            | Croacia              | 67.22         |                    |                                                                                        |               |
| Medalla de bronce                    | 5             | Yaimé Pérez                | Cuba                 | 64.83         |                    |                                                                                        |               |
| 4                                    | 2             | Denia Caballero            | Cuba                 | 62.21         |                    |                                                                                        |               |
| 5                                    | 3             | Liliana Cá                 | Portugal             | 61.92         |                    |                                                                                        |               |
| 6                                    | 1             | Marija Tolj                | Croacia              | 57.79         |                    |                                                                                        |               |
| Lanzamiento de jabalina Mujeres      |               |                            |                      |               |                    |                                                                                        |               |
| Medalla de oro                       | 4             | Christin Hussong           | Alemania             | 65.26         |                    |                                                                                        |               |
| Medalla de plata                     | 5             | Kelsey-Lee Barber          | Australia            | 62.68         |                    |                                                                                        |               |
| Medalla de bronce                    | 2             | Nikola Ogrodníková         | República Checa      | 61.54         |                    |                                                                                        |               |
| 4                                    | 3             | Barbora Špotáková          | República Checa      | 61.43         |                    |                                                                                        |               |
| 5                                    | 1             | Lina Muze                  | Letonia              | 60.18         |                    |                                                                                        |               |
| 6                                    | 6             | Maria Andrejczyk           | Polonia              | 52.30         |                    |                                                                                        |               |